# Arquitectura assíria

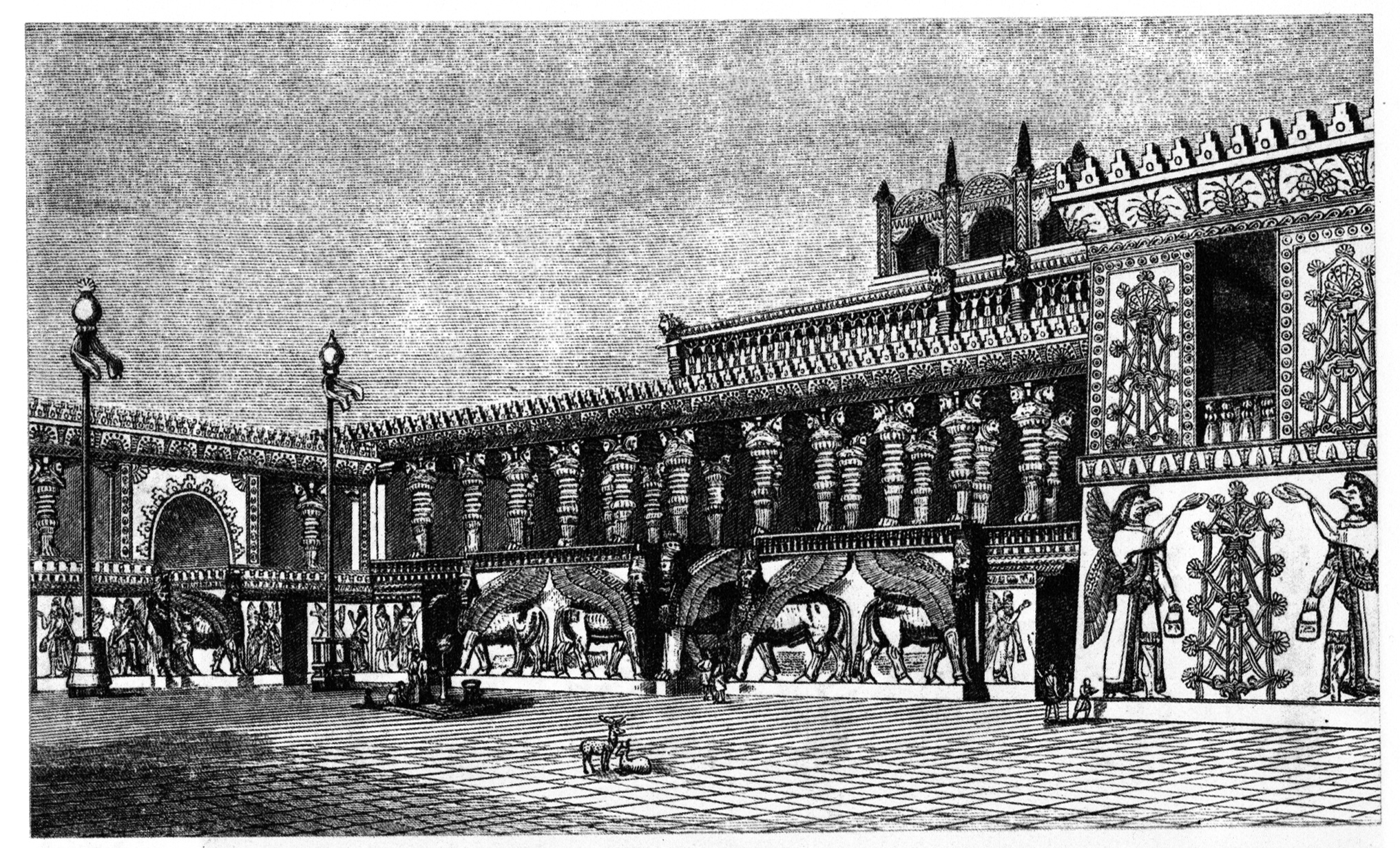
Reconstrucció del pati del palau de Korshabad

Els assiris construïen gairebé tant com feien la guerra, i eren grans guerrers. Cada sobirà assiri va voler construir-se el seu propi palau edificat per a la glòria d'Assur. En les parets d'aquests palaus els escribes deixaven constància de la història dels seus reis amb tauletes d'argila, baixos relleus, escultures i pintures.
Els dos grans imperis, el caldeu i l'assiri, que van anar succeint-se a l'antiga regió del Tigris i l'Eufrates, van donar origen a dues civilitzacions també diferents i successives, encara que en l'art van estar molt agermanades en copiar-se mútuament les formes. El primer imperi va tenir al principi la seu en diferents ciutats de Caldea que, si no guardaven unitat política, van respectar l'hegemonia de la cèlebre Babilònia; i el segon, a Assíria, tingué com a capital la famosa Nínive. Destruïda aquesta ciutat pel mede Ciaxares, va renàixer l'Imperi caldeu amb Nabopolassar i va tenir el seu període més brillant amb Nabucodonosor II, fill d'aquest, per acabar amb la presa de Babilònia pels perses. L'arquitectura assiriocaldea va estar molt lluny d'aconseguir la perfecció que va tenir l'egípcia i, malgrat les repetides excavacions que s'han succeït, no se n'ha arribat a tenir un coneixement perfecte a causa de la feblesa del material constructiu i per l'estat lamentable de les ruïnes. L'època millor coneguda en el terreny arquitectònic és la de l'Imperi assiri, sobretot amb l'exploració dels palaus de Nimrud i Nínive.

## Arquitectura assíria

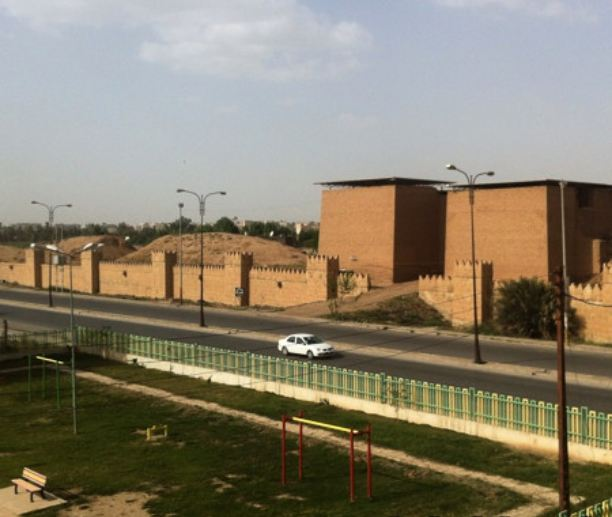
Una de les quinze portes exteriors de Nínive

L'art assiri es va apropiar de les formes caldees, tant en edificis com en inscripcions; si bé en aquestes va abandonar la llengua protocaldea i n'usà l'assíria, en aquells va construir amb més solidesa, sumptuositat i perfecció en l'ornamentació. Encara que a Assíria no escassegen les pedreres, de les muntanyes properes d'Armènia s'extreien bones calcàries i marbres, els assiris construïen amb maons i tova a imitació dels caldeus i només recorrien a la pedra per a revestiments de murs i per a la base dels edificis, que eren sobretot torres i palaus. A penes se sap res de les tombes en l'Imperi assiri i segurament no s'hi preocupaven quan no n'han deixat mostres rellevants. Les torres o ziggurats es componien de set plataformes amb igual destinació i significat que en l'art caldeu. Se'n diferenciaven, però, perquè no tenien escalinata exterior ni rampa (excepte la que servia per al terraplé inferior) i es pujava a les plataformes superiors per una escala interior que partia d'un vestíbul amb la seua porta monumental situada al peu de l'edifici en una de les seues cares. Hi havia, a més, altres temples menors per a divinitats secundàries, ja en forma de petites torres, ja com a edicles o templets amb el frontó a la manera grega, encara que rudimentari.
Els palaus que en l'arquitectura assíria ofereixen extraordinària importància s'eleven sobre grans plataformes o terraplens amb planta rectangular perllongada i orientats com les torres. Tanquen en el seu perímetre grans patis, al voltant dels quals s'alcen els cossos d'edifici dividits en diferents sales d'extraordinària longitud les parets interiors més riques de la qual, i de vegades fins i tot els paviments, es cobrien parcialment amb làmines d'alabastre; adornaven els murs amb relleus historiats i inscripcions i dalt revestien els murs amb maons esmaltats o taulells que lluïen una bella pintura policromada. El bronze i l'or abundaven en aquestes decoracions palatines. El més probable és que els palaus no tingueren més que un sol pis i que reberen la llum pel sostre, el qual es feia pla i s'adornava amb fusta esculpida. Al costat del palau reial s'elevava la torre temple.

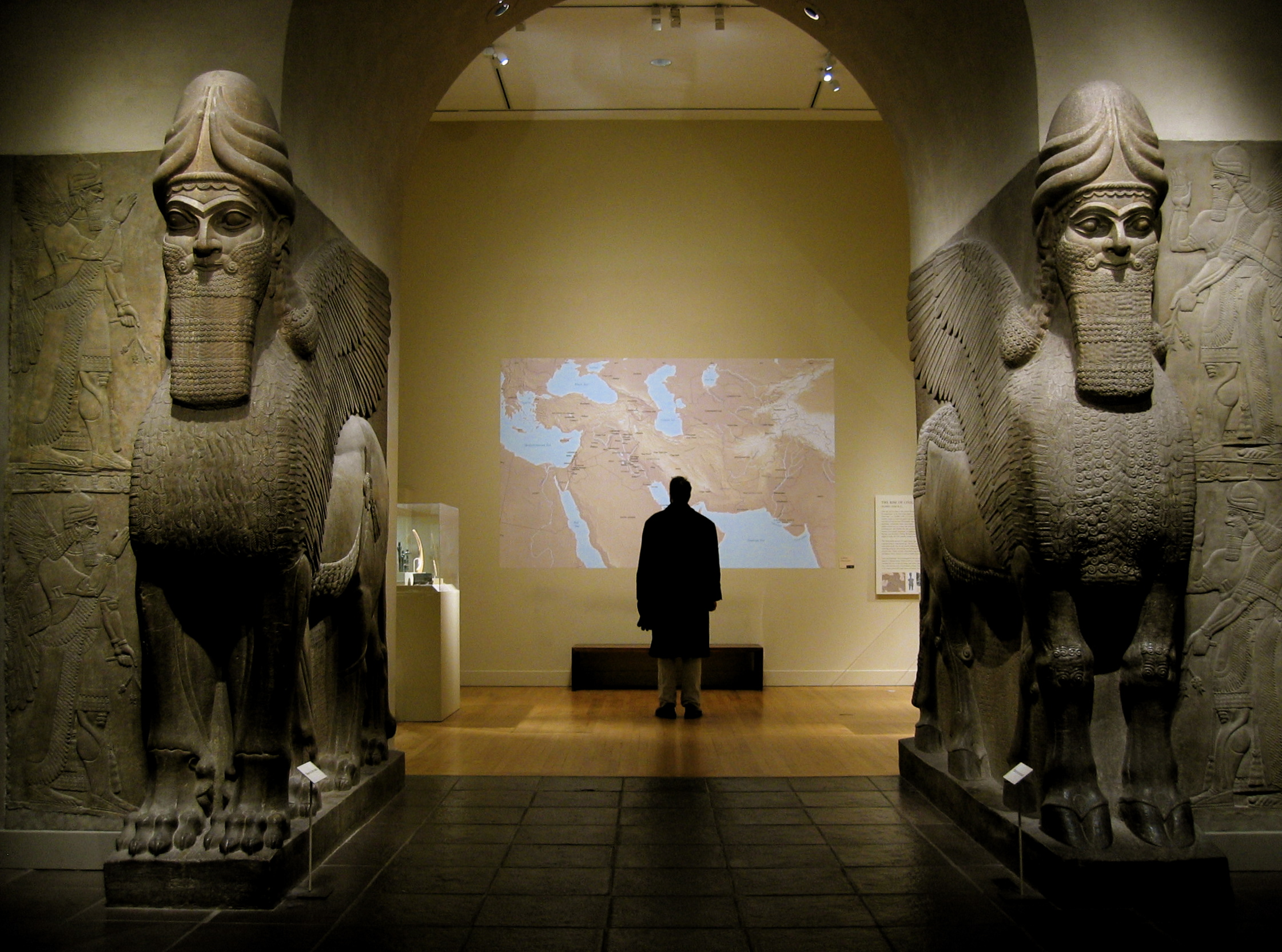
Esfinxs alades situades a l'entrada de la ciutat de Nimrud

Encara que els assiris coneixien la volta, tant la falsa com la vertadera (de mig canó i apuntada) no van donar gran importància a aquests elements arquitectònics, però sí a l'arc de mig punt i a l'el·líptic per a les portes monumentals. Tampoc van fer massa ús de les columnes si s'ha de jutjar per les restes trobades, i és probable que les construïren de fusta sobre sòcol redó de pedra. Al costat de les portes principals dels palaus reials, com per defensar l'entrada o simbolitzar-ne el poder, hi havia colossals figures d'esfinxs alades, de vegades, de cinc metres d'alçada, que comunament tenien cap d'home (androsfinges) amb barba arrissada, el cos de bou o de lleó i les ales d'àguila, esfinxs que, d'altra banda, ja havien començat a usar-se en l'art caldeu primitiu. Entre els motius ornamentals, es troben molt habitualment les greques, pinyes, palmetes, accions guerreres i caceres.
Les ruïnes de les ciutats assíries més explorades pels arqueòlegs són les de Nínive, Nimrud o Halah (la Chale del Gènesi) i Assur, les quals tenien murs elevats, defensats per nombroses torres, i tancaven magnífics palaus. Els més notables d'aquests palaus, les ruïnes dels quals s'han estudiat són:
- El d'Assurbanipal I i el de Salmanassar II, amb el seu famós Obelisc negre, tots dos a Nimrud, segle ix aC.
- El d'Assarhaddon, en la mateixa localitat, segle vii aC.
- El de Sargon II o Sarkín, a Kórsabad, segle viii aC. Estava decorat amb vint-i-quatre parells de toros alats i unes dues mil lloses de pedra esculpides i col·locades per dins i per fora, al llarg del mur.
- El de Sennàquerib. Era un palau semblant al de Sargon, encara que no tan ampli.
- Un altre d'Assarhaddon, embellits aquest i l'anterior per Assurbanipal II.

L'art del Segon Imperi babilònic no es diferencia de l'assiri sinó en l'ús exclusiu del maó per a les construccions i perquè abunda més la decoració pictòrica i de relleu dels maons esmaltats per a revestiment, en comptes dels de marbre que s'usaven en l'art precedent. Les torres i les tombes, no obstant això, seguien en la Baixa Caldea la forma ja descrita del primer imperi.

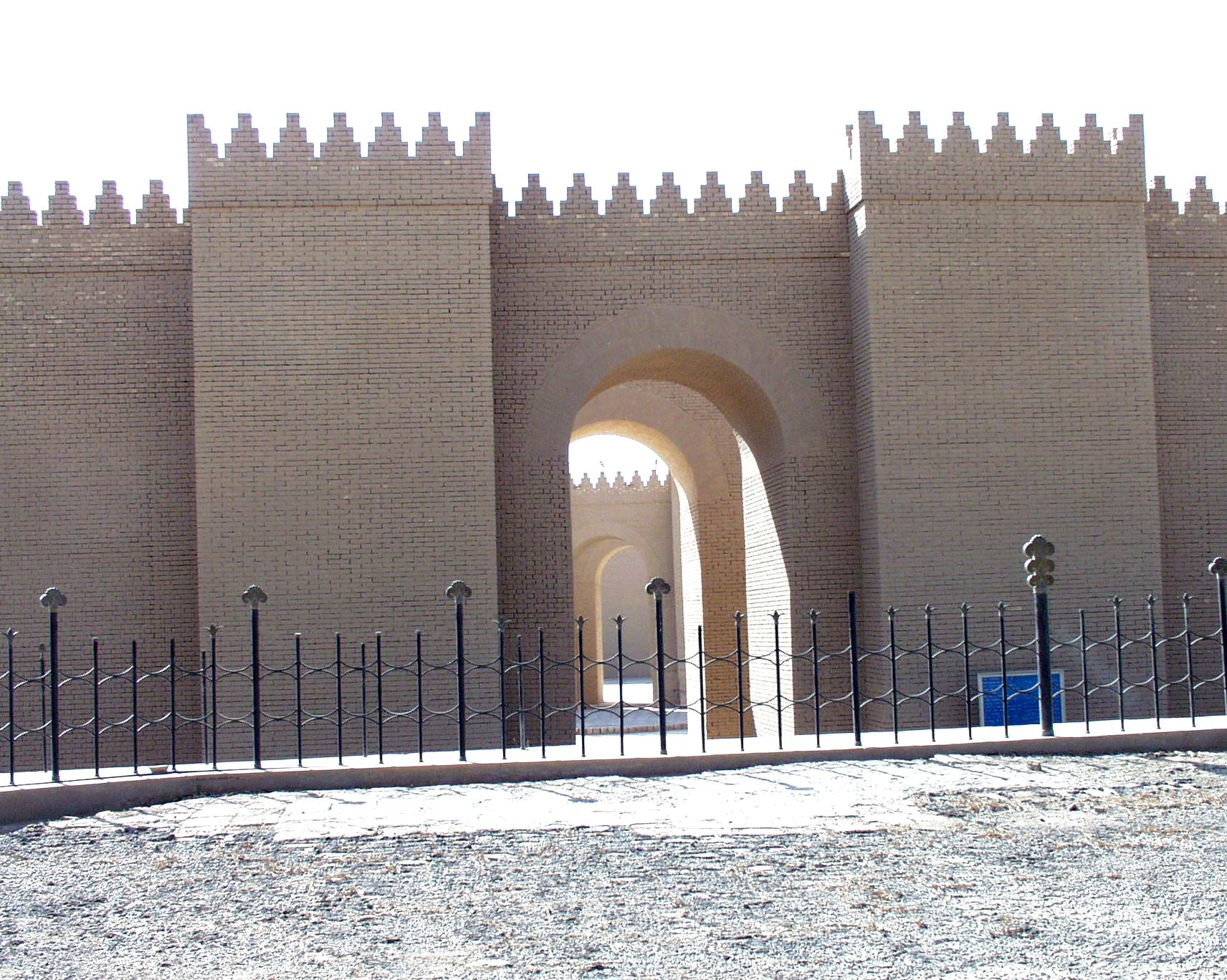
Muralles de Babilònia

Cèlebre ha estat en tots els temps la gran ciutat de Babilònia, embellida en gran manera en aquest últim període per Nabucodonosor II el Gran (605 aC al 562 aC). Feia en aquesta època uns 514 quilòmetres quadrats d'àrea. Les seues gegantesques muralles s'elevaven 106 metres d'alçada i tenien 25,5 metres de gruix. El seu famós Temple de Baal, amb la torre, abraçava un perímetre de 1.480 metres, i s'elevava a 185 metres d'alçària. El pont sobre l'Eufrates, riu que el travessava diagonalment, feia un quilòmetre de llarg per deu metres d'ample, i era també colossal el túnel que passava per sota del riu, el primer de subterrani que es coneix al món. Els jardins penjats o construïts sobre pilastres i arcs, els palaus, les fortaleses i els temples (que arribaven a quaranta-tres), tot era superb i colossal, segons testifiquen les ruïnes que fins avui ens n'han arribat. En destaquen dos ziggurats antics reedificats per Nabucodonosor, que han obtingut fama universal pels records que hi van units. El major és l'anomenat Bit-Sagatu, en Babil o temple de Baal, que degué elevar-se 185 metres (més alçada que les piràmides egípcies, encara que hui en fa 40), amb altres tants de base. L'altre n'és Bit-Zida a l'acròpoli Borsippa, que va assolir els vuitanta metres d'alçària i set-cents de costat a la base. Aquest és probablement l'origen de la torre de Babel.
Malgrat la grandiositat i la fastuosa exornació que distingeix l'arquitectura caldeoassíria, es troba desproveïda de veritable elegància, és pobra o molt senzilla en les seues línies, i pesant i monòtona en les formes. En el perfil piramidal de les torres, en el nombre dels cossos, en l'orientació i en altres detalls, cal reconéixer un gran simbolisme religiós, com ocorre en l'arquitectura egípcia.